# Línea 3 (Metro de Bilbao)
La línea 3 (L3) del metro de Bilbao, operada por Euskotren Trena, da servicio a varios distritos del norte de Bilbao y los conecta con el barrio de San Antonio en Echévarri, donde inicia su recorrido en la estación de Kukullaga y llega hasta la estación de Matiko. En su trayecto atraviesa los barrios de Ocharcoaga, Churdínaga, Zurbaran, Uríbarri y Matico-Ciudad Jardín.
Fue inaugurada el 8 de abril de 2017. A diferencia de las otras dos líneas del sistema de metro, el actual trazado de la L3 es compartido en su totalidad con las líneas de cercanías E1 (Matiko-Bilbao–Amara-Donostia), E3 (línea del Txorierri, Kukullaga-Etxebarri–Lezama) y E4 (línea de Urdaibai, Matiko-Bilbao–Bermeo), todas del mismo operador, utilizándose el material rodante de estas líneas para el servicio de metro a través de la misma infraestructura.
De las siete estaciones con las que cuenta, seis se sitúan en Bilbao: Matiko, que permite continuar por la línea E3 hacia Lezama; Uribarri, heredera de la estación de la antigua Línea 4 de Euskotren denominada Zumalakarregi; Zazpikaleak/Casco Viejo, que sirve de interconexión entre las líneas L1 y L2 de Metro Bilbao, y que fue remodelada para hacer confluir a las tres líneas del sistema; Zurbaranbarri; Txurdinaga; Otxarkoaga y Kukullaga, esta última ya en Echévarri, donde termina el tronco común de la L3 con las líneas E1 (hacia San Sebastián) y E4 (hacia Bermeo).
Si bien es, a día de hoy, la línea más corta de cuantas se compone la red de metro bilbaína, se prevé que la futura conexión ferroviaria con el Aeropuerto de Bilbao sea una extensión de esta línea por el oeste, así como que el proyecto de «Línea 5» de metro también sea una prolongación de la misma por el este. En el primer caso, el nuevo trazado de tren comenzará en la estación de Matiko, pasará por una nueva estación en el barrio de Ola (en Sondica), tendrá otra parada en la nueva estación de Sondika, y finalizará en la terminal de La Paloma del Aeropuerto de Bilbao. En el segundo caso, el trazado comenzaría en la cabecera de Kukullaga (en Echévarri), para continuar hacia Galdácano y Usánsolo, por una infraestructura de nueva construcción.

## Historia
El 21 de febrero de 2007 se hizo público el primer trazado de la Línea 3 de Metro, que tendría 6 estaciones, cinco de ellas en Bilbao. Se trataba del tramo Etxebarri-Norte-–Uribarri, al que se añadiría una posible conexión entre el Casco Viejo al barrio de Recalde.
El 25 de enero de 2008 se hacía público el trazado definitivo de la primera fase de la Línea, con un total de 7 estaciones frente al total de 6 estaciones inicialmente previstas, de las cuales 6 se situarían dentro de la villa de Bilbao, ya que después de la estación de Uríbarri se incluyó la de Matiko. Además, se desechó la posibilidad de llevar la Línea 3 a Rekalde, y esta conexión fue sustituida por la llegada a dicho barrio de la Línea 4, presentada también el mismo día. Las obras de la nueva línea, se afirmó, iban a comenzar ese mismo verano, aunque finalmente no fue hasta verano de 2009, y la Línea entraría en funcionamiento en el año 2013.
El 30 de enero de 2009, el Gobierno Vasco presentaba el proyecto de la conexión ferroviaria con el Aeropuerto de Bilbao, que permitiría unir en 7 minutos el aeropuerto con la Estación de Matiko, en Bilbao. Se trataba de una línea de cercanías operada por EuskoTren, que conectaría con la Línea 3 del Metro de Bilbao en la estación de Matiko. La nueva infraestructura servirá además para mejorar el tráfico ferroviario en la actual Línea 4 (Valle de Asúa) de Euskotren], que verá aumentadas sus frecuencias.
La conexión entre estos dos puntos se realizará en tres fases diferenciadas:
- Nuevo túnel de Artxanda, de 1.875 metros y vía doble, con dos galerías de evacuación.
- Tramo Ola-Sondika, de 1900 metros y vía doble, con la construcción de una nueva estación en Ola y la remodelación de la actual estación de Sondika.
- Tramo Sondika-Aeropuerto, de 2800 metros, con la construcción de una nueva estación en la terminal de La Paloma.

En abril de 2009 se adjudicaba el tramo Etxebarri-Norte - Txurdinaga, con una longitud de 2,680 km.
El 29 de julio de 2009, se adjudicaron las obras de la primera fase de la Línea 3, así como el estudio informativo del tramo La Ola-Sondika.
El 8 de agosto de 2009 el Gobierno Vasco iniciaba la contratación de los tramos Txurdinaga - Casco Viejo y Casco Viejo - Uribarri, cuya primera piedra se colocó el 10 de febrero de 2010. El lehendakari Patxi López, junto con el consejero de Obras Públicas Iñaki Arriola, el diputado general de Bizkaia José Luis Bilbao y el alcalde de la villa, Iñaki Azkuna, asistieron a la ceremonia que tuvo lugar en la plaza del Gas de Bilbao.
El 19 de octubre de 2009 comenzaron las obras de la primera fase de conexión entre Bilbao y el Aeropuerto, el nuevo túnel de Artxanda.
En cuanto al último de los tramos, Sondika-Aeropuerto, el estudio de alternativas finalizó en el año 2005.
El 15 de mayo de 2010 comenzaron las actuaciones de la Línea 3 en el tramo Matiko - Casco Viejo, con lo que se suspende el servicio ferroviario de la línea del Txorierri entre las estaciones de Deusto y Casco Viejo, y se pone en servicio la estación de Ciudad Jardín.
El 15 de octubre de 2010 se anunció la posible ampliación hasta Sarratu (Basauri), donde confluirían las líneas 3 y 5 de Metro, así como otros servicios ferroviarios (las líneas 1D y 3 de cercanías de EuskoTren, y nuevos servicio de viajeros de Feve) pero, no se llevará finalmente a cabo debido a que las líneas 1 y 3 de EuskoTren serán las que finalmente operen en la línea 3 de metro, ya que el operador será EuskoTren.
El 27 de diciembre de 2013 el Gobierno Vasco y la Diputación Foral de Bizkaia suscriben en Bilbao el convenio de colaboración que garantiza la financiación necesaria para que la Línea 3 de Metro San Antonio de Etxebarri/Matiko entre en servicio en 2016.
El 1 de junio de 2015 se clausuró la estación de Euskotren del Casco Viejo para proceder a la construcción del nuevo intercambiador. Para asegurar la conexión ferroviaria del Txorierri con la villa de Bilbao se ha reabierto de forma provisional la antigua vía de tren entre la estación de Lutxana, en Erandio y la estación de Euskotren en Sondika, así como el apeadero intermedio de Sangróniz.
El 1 de noviembre de 2015 se cierra definitivamente la estación de Loruri-Ciudad Jardín y empieza el desmantelamiento del tramo Casco Viejo/Zazpi Kaleak-Ola de la antigua línea del Txorierri, ya que este pasará a realizarse a través de la Línea 3 del Metro de Bilbao entre Casco Viejo/Zazpi Kaleak y Ola, pasando por Matiko y, a través del nuevo túnel ferroviario de Artxanda.
El 22 de agosto de 2021 Eusko Trenbide Sareak (ETS) había recibido ya el estudio informativo del último tramo de la conexión de la línea 3 del metro con la terminal aérea de Loiu.

## Material rodante

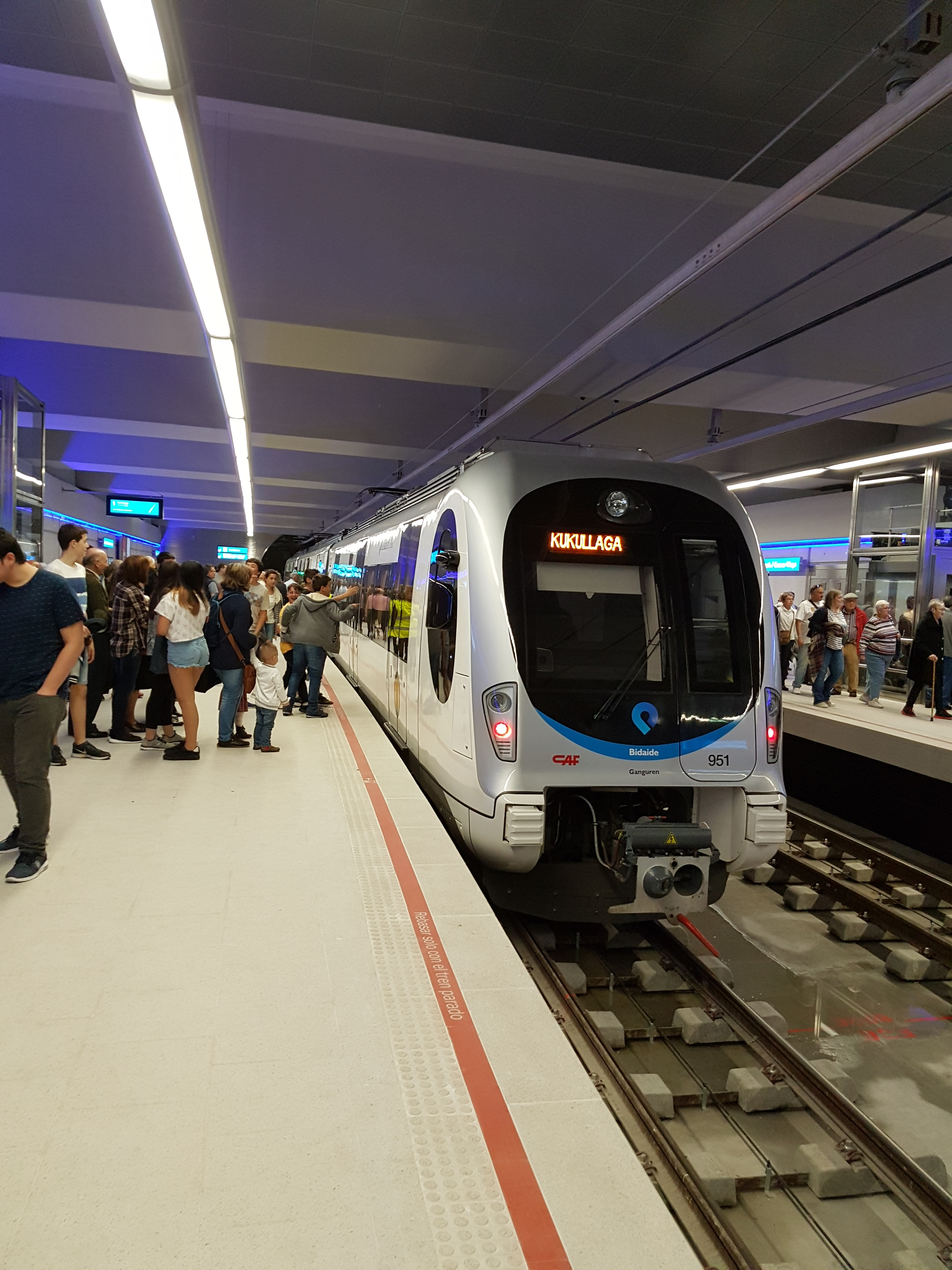
Un tren de la clase 950.

A lo largo de esta línea circulan trenes de la clase 900 (4 coches) y 950 (3 coches), los cuales se utilizan también en otras líneas de Euskotren.
Estos modernos trenes cuentan con aseos incorporados (algunos 900) y pantallas que muestran el destino del tren y la próxima estación. Además cuentan con un mejor sistema de evacuación que los trenes actuales al disponer de una puerta frontal en la cabina del maquinista para poder evacuar el tren en los túneles más rápidamente. Este tren tiene un menor consumo energético y cuentan también con un sistema de conducción asistida lo cual facilita el trabajo de los maquinistas. Circula en convoyes de 3 o 4 coches, dependiendo de la serie.

## Operador y servicio
Tras muchas controversias, Euskotren Trena se hizo con la gestión de la línea, con lo cual la línea 3 de metro es la nueva entrada de sus servicios de cercanías a Bilbao, uniéndose en la estación del Casco Viejo las líneas de Urdaibai, el Duranguesado y el Valle de Asúa. Aunque el operador no sea Metro Bilbao, el servicio no es de menor calidad, ni de menor frecuencia entre Etxebarri y Matiko, ya que el tramo entre Matiko y Etxebarri cuenta con frecuencias de metro. Debido a ello, desaparecieron la estación de Loruri-Ciudad Jardín y el antiguo trazado de Euskotren por este mismo barrio, así como los de Uribarri y Matiko, ya que la línea discurre por el trazado de la línea 3 de metro entre el Casco Viejo y Matiko, para después seguir por la conexión ferroviaria con el Aeropuerto de Bilbao. Con todo ello se produjo la remodelación integral de los servicios de cercanías Euskotren.
La L3 ofrece conexiones ferroviarias cada 7,5 minutos entre Etxebarri y Matiko y atiende a una población de más de 70.000 personas, que disponen de una estación del ferrocarril metropolitano a menos de 10 minutos de sus domicilios.
El trazado de la línea 3 tiene una longitud de 5.885 metros y cuenta con siete estaciones: Kukullaga, Otxarkoaga, Txurdinaga, Zurbaranbarri, Zazpikaleak/Casco Viejo, Uribarri y Matiko. Todas ellas de la misma tipología que las diseñadas por Norman Foster para las líneas 1 y 2 de metro.
Así, una persona que se traslada desde Otxarkoaga al centro de Bilbao tarda solo cinco minutos. Desde Txurdinaga, el tiempo de viaje es inferior a los cuatro minutos. La estación de Zurbaranbarri, con accesos en la zona alta y baja del barrio, posibilita que el desplazamiento a Casco Viejo se pueda realizar en poco más de dos minutos. La nueva estación de Uribarri con el fin de atender al mayor número de personas que sea posible cuenta con cinco accesos. Por su parte, la estación de Matiko de la calle Tívoli es soterrada y dispone de un nuevo vestíbulo, andenes y accesos con ascensor. Además, se cubrieron las vías en la zona de Artasamina, lo que implicó la eliminación de la trinchera ferroviaria y la creación de un nuevo espacio público para las personas residentes en este barrio. El tiempo de viaje estimado entre Matiko y Casco Viejo es de 3,30 minutos.
Un centro neurálgico de esta operación ferroviaria fue la nueva estación de Zazpikaleak/Casco Viejo, y que funciona como una intermodal, permitiendo la correspondencia con las líneas 1 y 2 de metro, así como el tranvía y la línea del Txorierri de Euskotren.
Con la construcción de la estación de Zazpikaleak/Casco Viejo se demolió la antigua. La configuración de la nueva estación mantiene el esquema funcional de la antigua. La línea 3 presta servicio principalmente a los barrios del norte de Bilbao, pero también permite la llegada al centro de la capital de las personas procedentes de Bermeo, Durango o Éibar; y permite una nueva conexión ferroviaria del Txorierri con el resto de la red métrica a través del nuevo Túnel de Artxanda. De esta forma se mejora sustancialmente la funcionalidad del servicio de las comarcas del Txorierri, Duranguesado y Urdaibai en relación con el Bilbao metropolitano, se integra de forma más atractiva y eficaz la oferta de servicio público.
Para poder ofrecer este servicio, el Gobierno Vasco encargó a la firma guipuzcoana CAF 28 unidades de tres coches cada una, con una capacidad de 400 personas (150 de ellas sentadas). Asimismo, el gobierno autonómico llegó a barajar la posibilidad de que las unidades circulasen sin maquinista, siendo dirigidas desde un único puesto de control.
Con el inicio de la temporada de verano, la línea 3 del metro incorporó el 19 de junio de 2017 a aquellos usuarios de Euskotren que conectaban con la línea general procedente de Durango y Donostialdea.

## Arquitectura

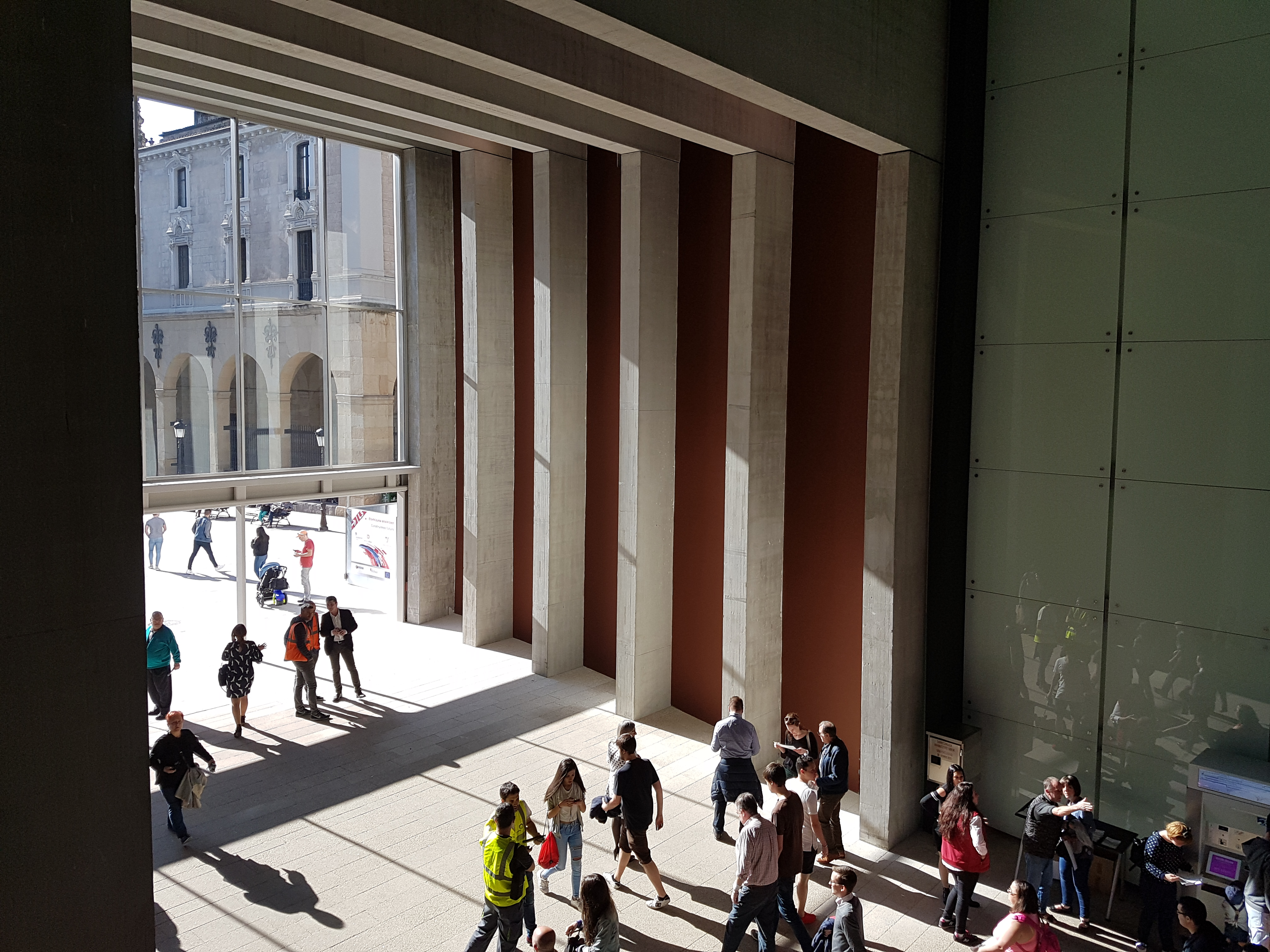
Acceso a la nueva estación intermodal de la estación de Zazpikaleak/Casco Viejo de Metro Bilbao (líneas 1, 2 y 3).

De nuevo, Norman Foster fue el arquitecto que diseñó la mayoría de las estaciones de esta línea (todas las de la primera fase, salvo la de Matiko, ya edificada y que presta servicio a la Línea 3 (Línea del Txorierri) de Euskotren, si bien dicha estación será reformada, y sus vías soterradas).
Por su parte, el edificio de la estación de Zazpikaleak/Casco Viejo en San Nicolás, que presta servicios en las líneas 3 de EuskoTren y 1 y 2 de Metro Bilbao fue demolido, y se construyó uno nuevo con el sello de Foster.
La estación de Kukullaga es una estación a cielo abierto, con lo que ésta no cuenta con la típica imagen de las estaciones de Metro Bilbao "en caverna".
El resto de estaciones de la Línea 3 de Metro Bilbao sí son "en caverna", si bien cuentan con pequeñas mejoras respecto a las estaciones subterráneas de las otras dos líneas.

## Accesos

### Estación de Kukullaga
- Zona Amezola
- Bº Kukullaga
- Bº San Antonio

### Estación de Otxarkoaga
- Pl. Kepa Enbeitia
- C/ Lozoño
- C/ Langaran
- Av. Pau Casals

### Estación de Txurdinaga
- Garaizar
- Av. Gabriel Aresti
- Av. Gabriel Aresti

### Estación de Zurbaranbarri
- C/ Zumaia, 35
- C/ Vía Vieja de Lezama
- Zurbaranbarri Auzoa, 62

### Estación de Zazpikaleak/Casco Viejo
- Pl. San Nicolás, 3 (L1,2,3 - salida San Nicolás)
- Pl. Miguel de Unamuno, 1 (L1,L2 - salida Unamuno)
- Mallona, Barrio La Cruz, 28 (L1,2 - salida por Begoña)

### Estación de Uribarri
- C/ Trauko (cruce con C/ San Valentin de Berriotxoa)
- Avda. Zumalacárregui (Pza. Euskotren)
- Campa Escuelas Uribarri
- Campa Escuelas Uribarri
- Travesía C Uribarri
- Travesía C Uribarri

### Estación de Matiko
- C/ Tívoli